# Photedes libyodes
Photedes libyodes là một loài bướm đêm trong họ Noctuidae.